# Mareil-en-Champagne

Mareil-en-Champagne este o comună în departamentul Sarthe, Franța. În 2009 avea o populație de 326 de locuitori.